# Lophostoma (animal)
Lophostome
Genre
Lophostoma (les Lophostomes) est un genre sud-américain de chauves-souris de la famille des Phyllostomidae.

## Description
Les espèces ont une longueur d'avant-bras de 33 à 56 mm et une longueur de crâne de 18 à 31 mm. Comme pour le genre Tonatia, la fourrure corporelle est courte. Différemment, les espèces ont également des poils courts sur le visage et un museau presque nu. Une autre caractéristique est l'étroit os postorbitaire (un os du crâne). Chez les représentants du genre, le calcar est plus long que le pied et la queue atteint le milieu de la grande membrane interfémorale. Les spécimens capturés retroussent leurs oreilles.

## Répartition
Le genre Lophostoma est présent en Amérique centrale et en Amérique du Sud.

## Liste d'espèces
Le genre comprend sept espèces :
- aux parties ventrales blanches :
  - Lophostoma carrikeri (J. A. Allen, 1910)
  - Lophostoma kalkoae Velazco & Gardner, 2012
- aux parties ventrales brunes ou grisâtres :
  - Lophostoma aequatorialis Baker, Fonseca, Parish, Phillips & Hoffmann, 2004
  - Lophostoma brasiliense Peters, 1867
  - Lophostoma evotis (Davis & Carter, 1978)
  - Lophostoma schulzi (Genoways & Williams, 1980)
  - Lophostoma silvicolum d'Orbigny, 1836 - espèce type

## Classification
Le nom valide complet (avec auteur) de ce taxon est Lophostoma D'Orbigny, 1836.
Ce taxon porte en français le nom vernaculaire ou normalisé suivant : Lophostome.
Jusqu'au début des années 2000, les représentants de ce genre étaient classés dans le genre Tonatia. Diverses études ont montré que ce genre est paraphylétique, une division fut effectuée.
L'espèce type est Lophostoma silvicolum D'Orbigny, 1836.
Glyphonycteris a pour synonyme :
- Chrotopterus J.A.Allen, 1910.